# گوشت کتها
گوشت کتها  «گوشت حیوانی است که به کندی کشتار شود،» نظیر آنچه در مناسک  حلال و کوشر تجویز می‌شود. این شیوه به طور گسترده‌تر «کشتار یک حیوان با راز و نیاز» یا یا "قربانی برای خدا", یا گوشت تهیه شده در نتیحهٔ «مناسک گرایی نالازم» تعریف می‌شود.
جوامع هندو و سیک به این شیوهٔ کشتار حیوانات نگاهی منفی دارند و پیروان خود را از مصرف چنان گوشتی باز می‌دارند. فلسفه هندو کتها را شیوه‌ای از سرکوب و یک شیوهٔ غیربشری غیر آریایی کشتار حیوانات به منظور استفادهٔ انسانی می‌داند.